# 娃嘎蓋
娃嘎蓋，是台灣排灣族大社部落（Paridrayan，位於今屏東縣三地門鄉，拉瓦爾亞族）及周邊部落所信仰的女神，為大鬼湖的統治者。

## 傳說

### 結婚
娃嘎蓋住在大鬼湖邊，是大鬼湖的女神（仙女），傳說她長得相當漂亮，並因此受到旁邊大姆姆山的山神瑪古雷勒的追求，兩人後來結婚，並且把各自的統治區域都管理得很好，大鬼湖附近的大片森林正是她的傑作，大姆姆山和大鬼湖就這樣維持了和平兩千多年。

### 人類
後來大社部落的祖先們從附近一棵爆炸的岩石裡走出來後，在兩個地區之間漁獵維生，後來有一年發生了乾旱，大鬼湖的水越來越少，無水可喝的人類只好接娃嘎蓋在天上洗澡時滴下來的水喝，因此大社部落的女性都很漂亮。